# Pascal Barriault
Pascal Barriault est un humoriste québécois né en 1988. Il anime l'émission humoristique On rit la nuit ! sur les onde de VRAK.TV.

## Biographie
Pascal Barriault a étudié à l'École nationale de l'humour, d'où il est sorti diplômé en 2008.
Fin 2013, il participe à l'écriture de l'émission Les gars des vues sur Télé-Québec. Il participe également depuis 2011 à l'écriture de l'émission humoristique de fin d'année Bye Bye,. À partir de la rentrée 2014, il anime l'émission humoristique On rit la nuit ! sur VRAK.TV.
Depuis 2017, il anime aux côtés de Valérie Chevalier,  Pascal Morrissette et de Marilou Morin le magazine jeunesse Cochon dingue.